# Luxemburgo nos Jogos Olímpicos de Inverno de 1988
Luxemburgo participou dos Jogos Olímpicos de Inverno de 1988, realizados em Calgary, no Canadá. 
Foi a terceira aparição do país nos Jogos Olímpicos de Inverno, onde foi representado apenas por um atleta, o esquiador alpino Marc Girardelli, que competiu em três eventos.

## Competidores
Esta foi a participação por modalidade nesta edição:
| Esporte      | Masculino | Feminino | Total |
| ------------ | --------- | -------- | ----- |
| Esqui alpino | 1         | 0        | 1     |
| Total        | 1         | 0        | 1     |

## Desempenho

### Esqui alpino
Masculino
| Atleta          | Evento         | Descida 1 | Descida 2 | Total   | Total | Ref.  |
| Atleta          | Evento         | Tempo     | Tempo     | Tempo   | Pos.  | Ref.  |
| --------------- | -------------- | --------- | --------- | ------- | ----- | ----- |
| Marc Girardelli | Downhill       | —         | —         | 2:02.59 | 9º    | [ 3 ] |
| Marc Girardelli | Super-G        | —         | —         | DNF     | DNF   | [ 4 ] |
| Marc Girardelli | Slalom gigante | 1:07.79   | 1:04.00   | 2:11.79 | 20º   | [ 5 ] |

| Atleta          | Evento    | Downhill | Slalom  | Slalom  | Total  | Total | Ref.  |
| Atleta          | Evento    | Tempo    | Tempo 1 | Tempo 2 | Pontos | Pos.  | Ref.  |
| --------------- | --------- | -------- | ------- | ------- | ------ | ----- | ----- |
| Marc Girardelli | Combinado | DNS      | DNS     | DNS     | DNS    | DNS   | [ 6 ] |

Legenda
| Recorde mundial      | Recorde mundial (World record)               |                       | Recorde africano                      | Recorde africano (African) |                                           | Q | Classificado por posição (Qualified) |
| Recorde olímpico     | Recorde olímpico (Olympic record)            | Recorde da América    | Recorde da América (Americas)         | q                          | Classificado por melhor tempo (Qualified) |   |                                      |
| Melhor marca do ano  | Melhor marca do ano (World leading)          | Recorde asiático      | Recorde asiático (Asian)              | DNS                        | Não largou (Did not start)                |   |                                      |
| Recorde nacional     | Recorde nacional (National record)           | Recorde europeu       | Recorde europeu (European)            | DNF                        | Não terminou (Did not finish)             |   |                                      |
| Recorde pessoal      | Recorde pessoal do atleta (Personal best)    | Recorde da Oceania    | Recorde da Oceania (Oceania)          | DSQ / DQ                   | Desclassificado (Disqualified)            |   |                                      |
| Recorde da temporada | Recorde da temporada do atleta (Season best) | Recorde sul-americano | Recorde sul-americano (South America) | NM                         | Sem marca (No mark)                       |   |                                      |